# زرقاناق
زرقاناق هي بلدة في مقاطعة كسبي في ولاية قشقداريا في أوزبكستان.